# Inno alla gioia (Friedrich Schiller)
L'Inno alla gioia (An die Freude) è un'ode composta dal poeta e drammaturgo tedesco Friedrich Schiller nell'estate del 1785 e pubblicata l'anno successivo sulla rivista Thalia. Una versione da lui leggermente rivista fu pubblicata nel 1808, cambiando due versi della prima strofa e omettendo l'ultima.
È conosciuta in tutto il mondo per essere stata usata da Ludwig van Beethoven come testo della parte corale del quarto e ultimo movimento della sua Nona Sinfonia, selezionando alcuni brani e scrivendo di suo pugno un'introduzione (vedi Inno alla Gioia). La melodia composta da Beethoven (ma senza le parole di Schiller) è stata adottata come Inno d'Europa dal Consiglio d'Europa nel 1972, e in seguito dall'Unione europea.

## Contenuti
Con grande pathos l'inno descrive l'ideale tipicamente romantico di una società di uomini egualmente legati tra loro da vincoli di gioia e amicizia universale. Tale concetto veniva vissuto come vero e proprio "ritorno" alla dimensione divina dell'essere umano, idealizzata nell'Antica Grecia. Come scrisse Luigi Magnani:

## Struttura

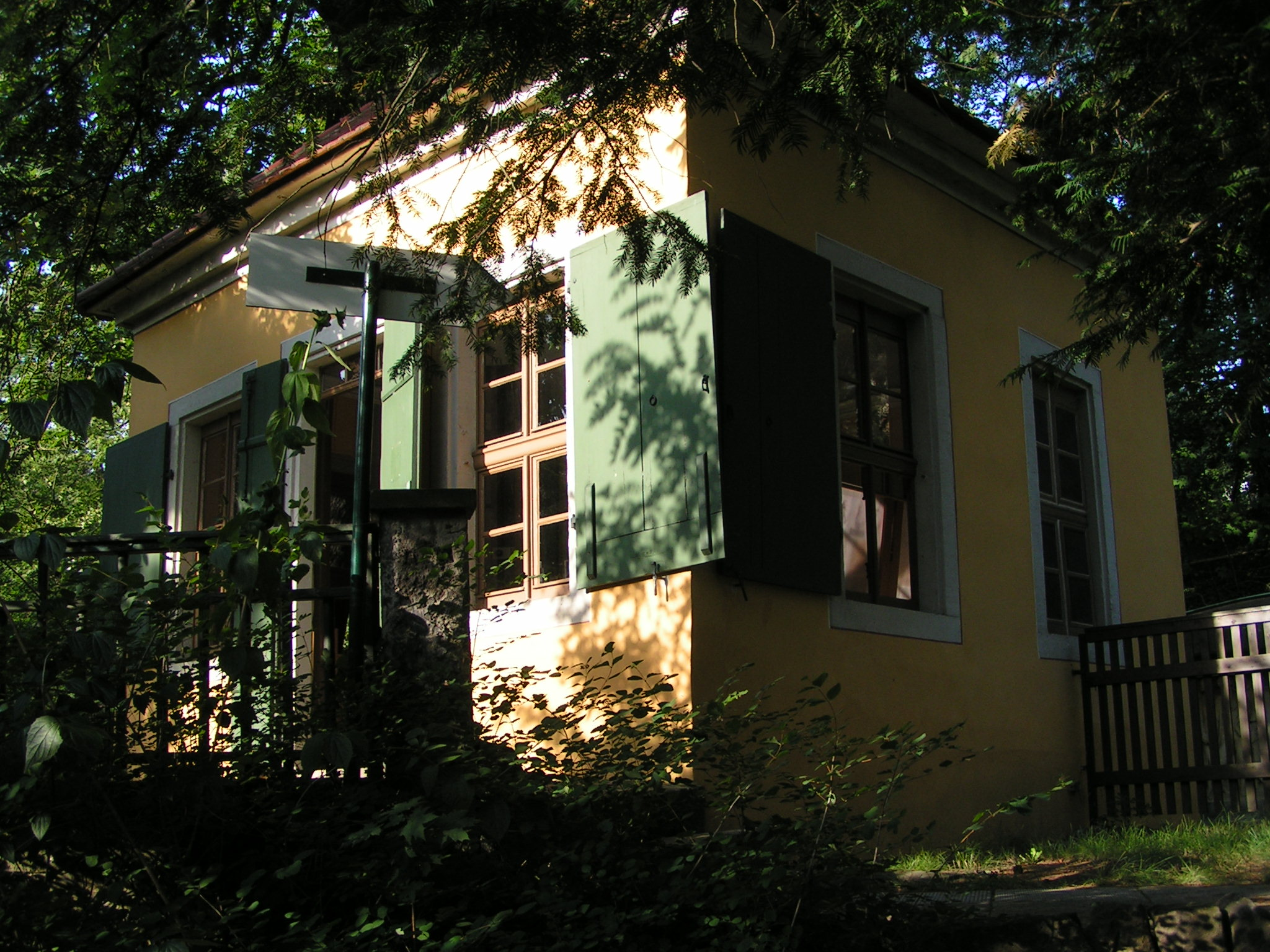
La Schillerhäuschen, la cabina (ora museo) alla periferia di Dresda dove Schiller scrisse l'ode

La poesia nella prima versione era composta da 9 strofe di otto versi ciascuna, poi ridotte a 8 nella seconda versione. Ogni strofa è seguita da un ritornello di 4 versi, che si caratterizza come «coro».

### Prima strofa (1ª versione)
Chor
Seid umschlungen, Millionen!
Diesen Kuß der ganzen Welt!
Brüder, über'm Sternenzelt
Muß ein lieber Vater wohnen.»
Coro
Abbracciatevi, moltitudini!
Questo bacio vada al mondo intero!
Fratelli, sopra il cielo stellato
deve abitare un padre affettuoso.»
(Prima strofa della prima edizione dell'Ode alla Gioia di Friedrich Schiller)

## Altre composizioni
Negli anni l'ode, oltre che da Beethoven, è stata musicata anche da altri compositori:
- Christian Gottfried Körner (1786)
- Johann Friedrich Reichardt (1796)
- Johann Friedrich Hugo von Dalberg (1799)
- Johann Rudolf Zumsteeg (1803)
- Franz Schubert (1815), lied An die Freude (D 189) per voce e piano
- Pëtr Il'ič Čajkovskij (1865), per voci soliste, coro e orchestra, nella traduzione russa.
- Pietro Mascagni (1882), cantata Alla gioia, su testo italiano di Andrea Maffei
- Seid umschlungen, Millionen! (1892), valzer di Johann Strauss II
- Organizzazione del Campionato mondiale di calcio 1990 con Giorgio Moroder (1990), versione pop durante la cerimonia inaugurale
- Z. Randall Stroope (2002), per coro e piano a quattro mani